# Mühlenbach (Schwarzbach)
Der Mühlenbach ist ein rund 2,7 km langer, orografisch rechter Nebenfluss des Schwarzbachs in Nordrhein-Westfalen, Deutschland, der auf dem Gebiet der Stadt Werther (Westf.) im Kreis Gütersloh am Nordhang des Teutoburger Walds entspringt und auf dem Gebiet der Stadt Bielefeld im Ortsteil Deppendorf des Stadtbezirks Dornberg mündet. Die Mündung befindet sich im Naturschutzgebiet Schwarzbachtal.